# Блот-Свен
Свен I (? — 1087) — король Швеції у 1084–1087 роках, останній з язичницьких володарів Швеції. Мав прізвисько Кривавий (Блут-Свен).

## Життєпис
Про місце та дату народження невідомо. Був братом Мери, дружини короля Інге I. Коли останній у 1084 році відмовився у відповідності до стародавніх поганських звичаїв присягнути на камені неподалік від Сігтуни, вибухнуло повстання. Цим скористався Свен, який став королем, а Інге I змушений був втікати до Вестерготланду. Влада Свена фактично поширювалася лише на Свеаланд, де він мав підтримку серед поган-аристократів.
У 1087 році із сильним військом з Вестерготланду виступив Інге. У нетривалій війні Свен зазнав поразки, намагався втекти, проте був схоплений і страчений в Упсалі.

## Родина
Дружина — Гелена, донька Стенкіля I, короля Швеції
Діти:
- Ерік
- Цецилія
- Ульф